# Gotthard Heinrici
Gotthardt Heinrici (25 de dezembro de 1886 - 13 de dezembro de 1971) foi um general do exército alemão durante a Segunda Guerra Mundial. Sob seu comando estiveram importantes exércitos e corpos de exército, tendo sido condecorado com a Cruz de Cavaleiro da Cruz de Ferro, em 18 de setembro de 1941, com as Folhas de Carvalho (24 de novembro de 1943, n° 333)  e Espadas (3 de março de 1945, n° 136).

## História
Gotthard Heinrici iniciou a sua carreira militar como um cadete, em 1905. No ano seguinte, já como tenente (Leutnant), serviu num regimento de infantaria. Continuou a sua carreira militar no período  entre-guerras e chegou à patente de coronel (Oberst) no dia 1° de março de 1933. Foi promovido a major-general (Generalmajor) em 1° de março de 1938, no início da Segunda Guerra Mundial e comandou a 16ª Divisão de Infantaria. Promovido a general de infantaria (General der Infanterie) em 20 de abril de 1940, ele se tornou Generaloberst em 1° de janeiro de 1943.
Comandou sucessivamente o VII Corpo de Exército (1° de fevereiro de 1940), XII Corpo de Exército (9 de abril de 1940), XXXXIII Corpo de Exército (17 de junho de 1940), 4º Exército (20 de janeiro de 1942) e o 1º Exército Panzer (19 de agosto de 1944). Heinrici assumiu o comando do Grupo de Exércitos Vístula, em 20 de março de 1945.

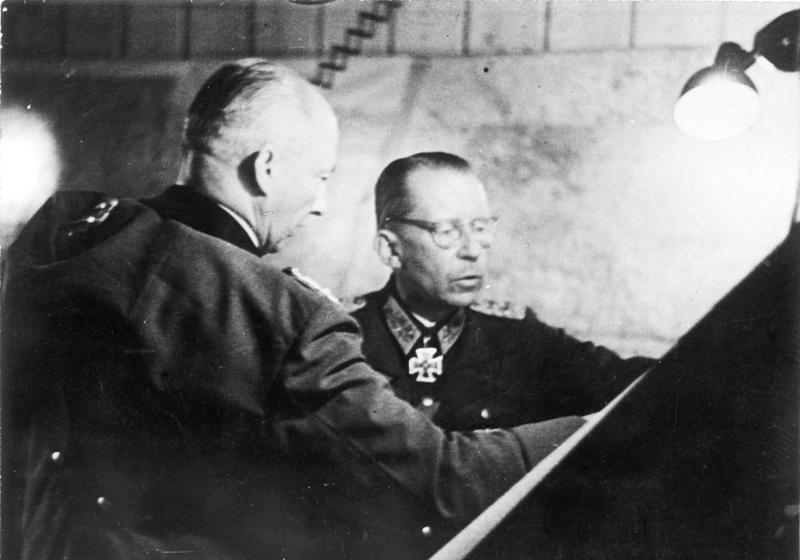
O Generalfeldmarschall Hans Günther von Kluge com o Generaloberst Gotthard Heinrici, examinando mapas.

Foi feito prisioneiro em Flensburg, no dia 28 de maio de 1945, e libertado em 19 de maio de 1948.
Faleceu na cidade alemã de Waiblingen, em 13 de dezembro de 1971.

## Carreira

### Patentes
A mais alta patente militar que Gotthard Heinrici atingiu foi a de Generaloberst no dia 30 de janeiro de 1943.
| Fahnenjunker-Unteroffizier | 19 de julho de 1905     |
| Fähnrich                   | 19 de dezembro de 1905  |
| Leutnant                   | 18 de agosto de 1906    |
| Oberleutnant               | 17 de fevereiro de 1914 |
| Hauptmann                  | 18 de junho de 1915     |
| Major                      | 1 de fevereiro de 1926  |
| Oberstleutnant             | 1 de agosto de 1930     |
| Oberst                     | 1 de março de 1933      |
| Generalmajor               | 1 de janeiro de 1936    |
| Generalleutnant            | 1 de março de 1938      |
| General der Infanterie     | 1 de junho de 1940      |
| Generaloberst              | 30 de janeiro de 1943   |

### Condecorações
A mais alta condecoração agraciada a Heinrici foi a Cruz de Cavaleiro da Cruz de Ferro com Folhas de Carvalho e Espadas.
| Cruz de Ferro 2ª Classe (1914)                  | 27 de setembro de 1914 |
| Cruz de Ferro 1ª Classe (1914)                  | 24 de julho de 1915    |
| Ordem da Casa Real de Hohenzollern, com Espadas | 9 de agosto de 1918    |
| Broche da Cruz de Ferro 2ª Classe (1914)        | 13 de maio de 1940     |
| Broche da Cruz de Ferro 1ª Classe (1914)        | 16 de maio de 1940     |
| Cruz de Cavaleiro da Cruz de Ferro              | 18 de setembro de 1941 |
| Folhas de Carvalho nº 333                       | 24 de novembro de 1943 |
| Espadas nº 136                                  | 3 de março de 1945     |
| Badge de Feridos 1939 (bronze)                  |                        |